# Ctenus pogonias
Ctenus pogonias är en spindelart som beskrevs av Tord Tamerlan Teodor Thorell 1899. Ctenus pogonias ingår i släktet Ctenus och familjen Ctenidae.
Artens utbredningsområde är Kamerun. Inga underarter finns listade i Catalogue of Life.